# Проміскі
Проміскі (пол. Promiski) — село в Польщі, у гміні Августів Августівського повіту Підляського воєводства.
Населення — 86 осіб (2011).
У 1975-1998 роках село належало до Сувальського воєводства.

## Демографія
Демографічна структура станом на 31 березня 2011 року:
|          | Загалом | Допрацездатний вік | Працездатний вік | Постпрацездатний вік |
| -------- | ------- | ------------------ | ---------------- | -------------------- |
| Чоловіки | 43      | 9                  | 34               | 0                    |
| Жінки    | 43      | 8                  | 26               | 9                    |
| Разом    | 86      | 17                 | 60               | 9                    |